# Грота Ђусти (Пистоја)
Грота Ђусти је насеље у Италији у округу Пистоја, региону Тоскана.
Према процени из 2011. у насељу је живело 370 становника. Насеље се налази на надморској висини од 64 м.